# Chicago Med (4.ª temporada)
A quarta temporada da série de televisão dramática estadounidense Chicago Med foi encomendada em 9 de maio de 2018 pela NBC, estreou em 26 de setembro de 2018 e foi finalizada em 22 de maio de 2019, contando com 22 episódios. A temporada foi produzida pela Universal Television em associação com a Wolf Entertainment, com Dick Wolf como produtor executivo e Michael Brandt, Peter Jankowski, Andrew Schneider e René Balcer como produtores. A temporada foi ao ar na temporada de transmissão de 2018-19 às noites de quarta-feira às 20h00, horário do leste dos EUA, como parte da nova programação da NBC, com os três programas de Chicago indo ao ar na mesma noite.
Esta é a primeira temporada a não contar com Rachel DiPillo como Sarah Reese no elenco principal da série.
A quarta temporada estrela Nick Gehlfuss como Dr. Will Halstead, Yaya DaCosta como April Sexton, Torrey DeVitto como Dra. Natalie Manning, Colin Donnell como Dr. Connor Rhodes, Brian Tee como Dr. Ethan Choi, Marlyne Barrett como Maggie Lockwood, Norma Kuhling como Dra. Ava Bekker, S. Epatha Merkerson como Sharon Goodwin e Oliver Platt como Dr. Daniel Charles.
A temporada terminou com uma audiência média de de 11.04 milhões de telespectadores e ficou classificada em 15.º lugar na audiência total e classificada em 25.º no grupo demográfico de 18 a 49 anos.

## Elenco e personagens

### Principal
- Nick Gehlfuss como Dr. Will Halstead
- Yaya DaCosta como April Sexton
- Torrey DeVitto como Dra. Natalie Manning
- Colin Donnell como Dr. Connor Rhodes
- Brian Tee como Dr. Ethan Choi
- Marlyne Barrett como Maggie Lockwood
- Norma Kuhling como Dra. Ava Bekker
- S. Epatha Merkerson como Sharon Goodwin
- Oliver Platt como Dr. Daniel Charles

### Participação
- Rachel DiPillo como Sarah Reese

### Recorrente
- Brennan Brown como Dr. Samuel "Sam" Abrams
- Ato Essandoh como Dr. Isidore Latham
- D. W. Moffett como Cornelius Rhodes
- Mekia Cox como Dr. Robin Charles
- Cynthia Addai-Robinson como Dr. Vicki Glass
- C.S. Lee como Bernard "Bernie" Kim
- Michel Gill como Robert Haywood
- Arden Cho como Emily Choi
- Molly Bernard como Dra. Elsa Curry
- Eddie Jemison como Dr. Stanley Stohl
- Heather Headley como Gwen Garrett
- Marc Grapey como Peter Kalmick
- Anna Enger Ritch como Agente Ingrid Lee
- Patti Murin como Dra. Nina Shore
- Roland Buck III como Dr. Noah Sexton
- Nate Santana como Dr. James Lanik
- Casey Tutton como Enfermeira Monique Lawson
- Lorena Diaz como Enfermeira Doris
- Amanda Marcheschi como Enfermeira Dina Garston
- Peter Mark Kendall como Joey Thomas
- Colby Lewis como Terry McNeal
- Dennis Cockrum como Ray Burke
- Devin Ratray como Tommy Burke
- Adam Petchel como Timothy "Tim" Burke
- Paula Newsome como Caroline Charles
- Ian Harding como Phillip Davis

### Crossover
- Jesse Spencer como Capitão Matthew Casey (De Chicago Fire)
- Taylor Kinney como Tenente Kelly Severide (De Chicago Fire)
- Eamonn Walker como Chefe Wallace Boden (De Chicago Fire)
- David Eigenberg como Tenente Christopher Hermann (De Chicago Fire)
- Yuri Sardarov como Bombeiro Brian "Otis" Zvonecek (De Chicago Fire)
- Joe Minoso como Bombeiro Joe Cruz (De Chicago Fire)
- Christian Stolte como Bombeiro Randy "Mouch" McHolland (De Chicago Fire)
- Miranda Rae Mayo como Bombeira Stella Kidd (De Chicago Fire)
- Kara Killmer como Paramédica Sylvie Brett (De Chicago Fire)
- Jason Beghe como Sargento Hank Voight (De Chicago P.D.)
- Jesse Lee Soffer como Detetive Jay Halstead (De Chicago P.D.)
- Tracy Spiridakos como Detetive Hailey Upton (De Chicago P.D.)
- Patrick John Flueger como Adam Ruzek (De Chicago P.D.)
- Marina Squerciati como Oficial Kim Burgess (De Chicago P.D.)

## Episódios
| N.º na série | N.º na temp. | Título                    | Dirigido por       | Escrito por                                                                                                | Exibição original       | Audiência (milhões) |
| --- | ------------ | ------------------------- | ------------------ | --- | ----------------------- | ------------------- |
| 62 | 1            | "Be My Better Half"       | Michael Waxman     | Diane Frolov & Andrew Schneider                                                                            | 26 de setembro de 2018  | 7.78                |
| Sharon imediatamente começa a entrar em conflito com a nova diretora de operações do hospital quando o Dr. Rhodes solicita uma sala de cirurgia no Departamento de Emergência. Enquanto isso, o Dr. Charles lida com as consequências do pai da Dra. Reese, quando a Dra. Reese deixa o Chicago Med, incapaz de confiar nele. Manning aceita o pedido de casamento do Dr. Halstead e eles imediatamente começam a discutir sobre os planos de casamento. A Dra. Bekker faz tudo ao seu alcance para que o Dr. Rhodes fique em Chicago. Além disso, o Dr. Choi tenta convencer April de que sua irmã não está abusando de drogas. |              |                           |                    | |                         |                     |
| 63 | 2            | "When to Let Go"          | Charles S. Carroll | Diane Frolov & Andrew Schneider & Danny Weiss                                                              | 3 de outubro de 2018    | 8.83                |
| Stella Kidd é levada às pressas para o hospital com a possibilidade de perder um de seus pulmões, ameaçando encerrar sua carreira. O pai do Dr. Halstead é internado e mais tarde morre devido aos ferimentos. Dra. Manning e Dra. Bekker tratam de um paciente gravemente queimado que tem um longo caminho para a recuperação. No entanto, seus pais querem acabar com sua vida. Dr. Charles admite Otis Zvonecek, pensando que ele pode ter síndrome de estresse pós-traumático após sua lesão anterior. Enquanto isso, o Dr. Choi trata uma paciente de um incêndio em um apartamento e está convencido de que ela havia sido espancada antes do início do incêndio. Este episódio continua um crossover com Chicago Fire e Chicago P.D. que começa em "Going to War" e termina em "Endings ". |              |                           |                    | |                         |                     |
| 64 | 3            | "Heavy Is the Head"       | Michael Waxman     | Jeff Drayer                                                                                                | 10 de outubro de 2018   | 8.15                |
| Dr. Choi trata uma criança doente que precisa de um transplante de rim. Seu pai é compatível, mas é revelado que ele sequestrou a criança. A Dra. Manning e a estudante de medicina Elsa Curry tratam uma paciente grávida que recusa uma cirurgia de emergência. O Dr. Rhodes realiza uma cirurgia arriscada na nova sala de cirurgia híbrida e pede ajuda a Maggie. Dr. Halstead olha um salão de casamento. Sharon continua a bater de frente com a COO. |              |                           |                    | |                         |                     |
| 65 | 4            | "Backed Against the Wall" | Vincent Misiano    | Eli Talbert                                                                                                | 17 de outubro de 2018   | 7.71                |
| O Dr. Halstead lida com o departamento de polícia quando se envolve com um homem que está sendo investigado por aceitar propinas. A sala de cirurgia híbrida do Dr. Rhodes abre oficialmente. A Dra. Manning cuida de um paciente com câncer que é um imigrante sem documentos, assim como seu irmão. O Dr. Choi atende uma paciente de personalidade forte que está mentindo sobre sua identidade. Dr. Choi conhece o namorado de Emily. |              |                           |                    | |                         |                     |
| 66 | 5            | "What You Don't Know"     | Donald Petrie      | Stephen Hootstein                                                                                          | 24 de outubro de 2018   | 7.68                |
| Dr. Halstead se disfarça para ajudar o FBI a derrubar Ray Burke. Enquanto isso, a Dr. Bekker e o Dr. Charles tratam um paciente com doença de Huntington que recusa visitas. Dr. Choi e April descobrem que o namorado de Emily, Bernie, é casado e tem um filho. A Dra. Manning trata um paciente que ela suspeita ser vítima de agressão sexual. |              |                           |                    | |                         |                     |
| 67 | 6            | "Lesser of Two Evils"     | Martha Mitchell    | Safura Fadavi & Meridith Friedman                                                                          | 31 de outubro de 2018   | 7.77                |
| A Dra. Manning e o Dr. Halstead fazem uma manobra incomum quando suspeitam que seu paciente é vítima de abuso. Dr. Choi e Dr. Charles tratam de um paciente que precisa de um transplante de fígado. Eles logo descobrem que ela foi adotada ilegalmente. Enquanto isso, a paciência do Dr. Rhodes é posta à prova quando o chefe da medicina de emergência ataca duramente um dos estudantes de medicina. |              |                           |                    | |                         |                     |
| 68 | 7            | "The Poison Inside Us"    | Milena Govich      | Jeff Drayer & Joseph Sousa                                                                                 | 7 de novembro de 2018   | 8.42                |
| O hospital é colocado em situação de emergência quando um vazamento tóxico coloca todos em perigo. A situação foi criada pelo marido ainda de luto de uma mulher que o Dr. Choi não conseguiu salvar. Dr. Choi é um dos expostos. Durante a situação, a Dra. Manning e o Dr. Charles são forçados a realizar uma cesariana em uma paciente grávida. O Dr. Halstead continua a ajudar o FBI, mas entra em conflito com o oficial de ação do FBI sobre sua devoção aos deveres médicos. Além disso, a Dr. Bekker admite ao Dr. Rhodes que seu pai, Cornelius Rhodes, foi o principal doador de sua sala de cirurgia híbrida. |              |                           |                    | |                         |                     |
| 69 | 8            | "Play by My Rules"        | Valerie Weiss      | Eli Talbert & Daniel Sinclair                                                                              | 14 de novembro de 2018  | 7.53                |
| Dr. Rhodes e Sharon discutem quando Sharon decide usar a sala de cirurgia híbrida para cirurgias gerais para aumentar a eficiência de custos. Todo o estresse com o qual o Dr. Halstead continua a lidar começa a afetá-lo e ele desconta na Dra. Manning enquanto lida com um paciente com uma tatuagem de ordem de não ressuscitar no peito. Dr. Choi e Dr. Charles lidam com uma paciente que tem um distúrbio mental que não permite que ela pare de coçar o couro cabeludo, mesmo que ela tenha arranhado o crânio. Maggie é chamada para uma cirurgia e pede a April para ser a enfermeira responsável. |              |                           |                    | |                         |                     |
| 70 | 9            | "Death Do Us Part"        | Fred Berner        | Stephen Hootstein & Paul R. Puri                                                                           | 5 de dezembro de 2018   | 7.91                |
| No dia do casamento, Will é sequestrado pelos filhos de Ray Burke e forçado por eles a realizar uma cirurgia de emergência em Ray. Eles revelam que encontraram o dispositivo de escuta que o FBI mandou Will plantar durante uma visita domiciliar. Natalie teme ter sido deixada no altar. Enquanto isso, o Dr. Charles lida com uma paciente que esfaqueou o marido, dizendo que ele era um impostor. Dr. Choi lida com uma paciente grávida com um parto difícil. Will e Jay Halstead aparecem na igreja, mas apenas o tempo suficiente para deixar Natalie saber que o departamento de polícia e o FBI estão colocando Will sob custódia protetora, temendo que ele esteja em perigo com os Burkes. |              |                           |                    | |                         |                     |
| 71 | 10           | "All the Lonely People"   | Michael Waxman     | Diane Frolov & Andrew Schneider                                                                            | 9 de janeiro de 2019    | 8.54                |
| April é ferida durante um tiroteio em frente ao hospital. Dr. Charles pede a Elsa Curry para ajudá-lo com uma avaliação psicológica. Dr. Choi cuida do perpetrador. Enquanto isso, a Dra. Manning é forçada a realizar uma cesariana de emergência quando uma paciente grávida morre de aneurisma. Além disso, o Dr. Halstead retorna a Chicago depois de estar no Programa de Proteção a Testemunhas. Na gala, Dr. Rhodes e Dra. Bekker comparecem para celebrar a nova sala híbrida, onde Dra. Bekker diz a Connor que seu pai está espalhando mentiras sobre dormir com ela e Connor dá um soco em seu pai. |              |                           |                    | |                         |                     |
| 72 | 11           | "Who Can You Trust"       | Charles S. Carroll | História por : Meridith Friedman Roteiro por : Safura Fadavi & Meridith Friedman                           | 16 de janeiro de 2019   | 8.51                |
| O Dr. Halstead continua a sentir os efeitos do TEPT e desconta em uma paciente grávida que é uma barriga de aluguel com um feto moribundo. Choi e April discutem seu relacionamento anterior e o protocolo do hospital quando se trata de um veterano sem-teto que Choi resgatou de um assaltante de rua - e que é um amputado de batalha sofrendo um ataque cardíaco. Enquanto isso, o Dr. Charles atende uma paciente com suspeita de Alzheimer, mas seu cuidador pode estar causando uma overdose nela. Além disso, o Dr. Rhodes e a Dr. Bekker discordam sobre um transplante de fígado para um paciente. |              |                           |                    | |                         |                     |
| 73 | 12           | "The Things We Do"        | Carl Seaton        | Jeff Drayer & Danny Weiss                                                                                  | 23 de janeiro de 2019   | 9.41                |
| Dr. Halstead corre para ajudar a Dra. Manning quando seu helicóptero de evacuação médica é forçado a fazer um pouso forçado. Os dois se reconciliam - dependendo de Will manter sua promessa de se livrar da arma que comprou para proteção após a operação do FBI que o colocou em perigo. Enquanto isso, o Dr. Choi atende um paciente alcoólatra e descobre que seu filho tentou se matar. Enquanto isso, o Dr. Rhodes e a Dra. Bekker colocam suas diferenças de lado ao atender uma paciente grávida com síndrome de Down. Além disso, um estudante de medicina comete um erro crítico com um paciente. Em outro lugar, Sharon ajuda o Dr. Charles a configurar um perfil de namoro online. |              |                           |                    | |                         |                     |
| 74 | 13           | "Ghosts in the Attic"     | Michael Pressman   | História por : Stephen Hootstein & Joseph Sousa Roteiro por : Stephen Hootstein & Joseph Sousa & Jason Cho | 6 de fevereiro de 2019  | 9.37                |
| As enfermeiras do pronto-socorro evitam tratar o paciente do Dr. Choi, um molestador de crianças. Quando o paciente morre, o Dr. Choi suspeita que pode ter sido uma overdose. Enquanto isso, a arma do Dr. Halstead é roubada quando seu carro é assaltado. A Dra. Manning suspeita que um paciente pode estar fingindo um diagnóstico de câncer e se machucando com veneno de rato. Além disso, o Dr. Rhodes e a Dra. Bekker realizam uma cirurgia em um paciente HIV positivo com costelas quebradas, e a Dra. Bekker se corta. Natalie devolve o anel de noivado a Will ao saber que ele ficou com a arma, encerrando assim o relacionamento. |              |                           |                    | |                         |                     |
| 75 | 14           | "Can't Unring That Bell"  | Lin Oeding         | Diane Frolov & Andrew Schneider and Daniel Sinclair                                                        | 13 de fevereiro de 2019 | 8.73                |
| A vida pessoal do Dr. Halstead continua a afetar seu desempenho como médico. O Dr. Charles e o Dr. Choi cuidam de um paciente que está lutando para ficar sóbrio com as drogas. Maggie toma medidas extremas ao tentar ajudar um paciente que precisa de um transplante de rim. Connor e Ava finalmente chegam a um acordo depois que um paciente morre. |              |                           |                    | |                         |                     |
| 76 | 15           | "We Hold These Truths"    | Nicole Rubio       | Eli Talbert & Paul R. Puri                                                                                 | 20 de fevereiro de 2019 | 9.11                |
| O caos se instala depois que um supremacista branco bate seu carro em um festival local, forçando a Dra. Manning e Maggie a realizar uma triagem de emergência. Enquanto isso, algumas das vítimas começam a chegar ao hospital. Dr. Choi lida com um paciente com cálculos renais e descobre um segredo sobre seu aluno de medicina. Depois que um paciente é declarado com morte cerebral, Sharon é forçada a pedir à mãe do paciente que doe seus órgãos. Além disso, o Dr. Rhodes fica surpreso ao ver que Robin voltou para Chicago. |              |                           |                    | |                         |                     |
| 77 | 16           | "Old Flames, New Sparks"  | Elodie Keene       | História por : Safura Fadavi Roteiro por : Safura Fadavi & Meridith Friedman                               | 27 de fevereiro de 2019 | 8.48                |
| Dr. Halstead descobre uma mulher congelada na neve. Ele logo descobre que sua paciente tem problemas com álcool. Enquanto isso, a Dra. Manning faz uma visita domiciliar a Phillip Davis, cuja esposa morreu ao dar à luz ao seu bebê. Além disso, o Dr. Rhodes se recusa a realizar uma cirurgia na mãe de Robin por motivos de saúde. No entanto, a Dra. Bekker passa por cima de sua decisão. Dr. Choi e April cuidam de um paciente com um câncer agressivo cujos pais estão usando seu irmão mais novo como doador de órgãos. |              |                           |                    | |                         |                     |
| 78 | 17           | "The Space Between Us"    | Daniela De Carlo   | História por : Danny Weiss & Ryan Michael Johnson Roteiro por : Danny Weiss & Jeff Drayer                  | 27 de março de 2019     | 8.08                |
| O perigo surge quando um carro bate nas portas do hospital. Dr. Choi toma decisões difíceis entre salvar a vida de um colega de trabalho que está preso embaixo do carro e manter April segura. Enquanto isso, o Dr. Rhodes e a Dra. Bekker lidam com uma cirurgia arriscada envolvendo o motorista do carro. Além disso, as emoções do Dr. Charles sobre os tratamentos de sua ex-esposa afetam suas opiniões profissionais. |              |                           |                    | |                         |                     |
| 79 | 18           | "Tell Me the Truth"       | Vincent Misiano    | História por : Diane Frolov & Andrew Schneider Roteiro por : Andrew Schneider & Gabriel L. Feinberg        | 3 de abril de 2019      | 7.96                |
| Ao realizar uma cirurgia em um paciente de elite, o Dr. Rhodes recebe uma ligação de alguém afirmando que Robin foi sequestrada, exigindo um resgate. Enquanto isso, o Dr. Halstead lida com um paciente que é agente do FBI e foi vítima de uma explosão de metanfetamina. Dra. Manning e Dr. Choi estão em desacordo quando se trata de um paciente adolescente e consentimento dos pais. Além disso, Sharon lida com cortes orçamentários. |              |                           |                    | |                         |                     |
| 80 | 19           | "Never Let You Go"        | Charles S. Carroll | Stephen Hootstein & Joseph Sousa                                                                           | 24 de abril de 2019     | 7.89                |
| O hospital é colocado em uma situação quando um adolescente com uma arma mantém todos como reféns ao saber que sua namorada grávida está dando o bebê para adoção e exige levá-lo de volta. Enquanto isso, o pai do Dr. Rhodes é internado com insuficiência cardíaca e os dois percebem que o tempo está se esgotando. Além disso, April realiza um procedimento em uma criança pequena com a ajuda verbal do Dr. Choi, que foi incapacitado pelo atirador. |              |                           |                    | |                         |                     |
| 81 | 20           | "More Harm Than Good"     | Milena Govich      | História por : Daniel Sinclair Roteiro por : Eli Talbert & Daniel Sinclair                                 | 8 de maio de 2019       | 7.80                |
| O Dr. Charles e a Dra. Manning discordam quando se trata de uma paciente que recusa o tratamento porque está em uma seita. O Dr. Halstead atende um paciente que ele suspeita estar sendo coagido por seu primo a lhe dar um rim. Will também tem sentimentos contraditórios em relação ao novo namorado da Dra. Manning. Além disso, o Dr. Choi trata o namorado de sua irmã, apesar de ter sentimentos negativos em relação a ele. |              |                           |                    | |                         |                     |
| 82 | 21           | "Forever Hold Your Peace" | Charles S. Carroll | Safura Fadavi & Meridith Friedman                                                                          | 15 de maio de 2019      | 7.98                |
| O Dr. Rhodes trata um paciente que quebrou o braço em um acidente de skate e se recusa a usar agulhas para o tratamento. Dr. Rhodes imediatamente suspeita que o pai do paciente é um viciado em drogas quando os exames do filho são limpos. Além disso, o Dr. Rhodes recebe notícias devastadoras de que seu pai morreu - tarde demais para fazer as pazes depois de saber pela governanta da família que seu pai não era o culpado pela doença mental e morte de sua mãe. Enquanto isso, April é forçada a cuidar do bebê da irmã do Dr. Choi depois que ela o abandona. Dr. Halstead testemunha a irmã de Maggie sendo abusada por seu namorado e toma a difícil decisão de contar a ela. |              |                           |                    | |                         |                     |
| 83 | 22           | "With a Brave Heart"      | Michael Waxman     | Diane Frolov & Andrew Schneider                                                                            | 22 de maio de 2019      | 7.55                |
| O Dr. Halstead e a Dr. Manning tratam uma mulher surda com problemas cardíacos cujo marido eles já haviam tratado. Enquanto isso, o Dr. Rhodes descobre que seu pai morreu de overdose de insulina e suspeita que Ava o matou. Ele também confessa sua consciência da verdade em um momento privado com o cadáver de seu pai. Dr. Choi e April tratam um paciente que tem uma reação alérgica a coisas normais. A mulher para quem Maggie doou seu rim retorna ao hospital com câncer. A agente Lee informa ao Dr. Halstead que um dos filhos de Ray Burke está fora da prisão e que ele pode estar em perigo - e admite ter sentimentos por ele. No final, Sharon diz a Maggie que ela tem câncer de mama metastático, o Dr. Charles se casa e, enquanto Phillip se prepara para pedir a Dra. Manning em casamento, a Agente Lee diz a ela que o Dr. Halstead escolheu ficar em Chicago por ela. Quando a Dra. Manning vai falar com o Dr. Halstead, o filho de Ray Burke bate seu carro no do Dr. Halstead e ela desmaia nos braços do Will. |              |                           |                    | |                         |                     |

## Produção

### Casting
Tendo feito sua primeira aparição no final da 3ª temporada, Heather Headley deve retornar na 4ª temporada como a nova COO do Chicago Med, Gwen Garrett. Em 23 de julho de 2018, foi anunciado que Molly Bernard e Colby Lewis se juntariam ao elenco como estudantes de medicina Elsa Curry e Terry McNeal, respectivamente. Depois de três temporadas como Dra. Sarah Reese, Rachel DiPillo deixou a série durante a estreia da 4ª temporada. Em 19 de abril de 2019, a NBC anunciou que Colin Donnell e Norma Kuhling deixariam a série no final da temporada por motivos criativos. Donnell e Kuhling voltariam na estreia da 5ª temporada apenas para encerrar o enredo de seus personagens.

## Recepção

### Audiência
| №  | Título                    | Exibição original       | Rating/share (18–49) | Audiência (em milhões) | DVR (18–49) | Audiência em DVR (milhões) | Total (18–49) | Audiência total (em milhões) |
| -- | ------------------------- | ----------------------- | -------------------- | ---------------------- | ----------- | -------------------------- | ------------- | ---------------------------- |
| 1  | "Be My Better Half"       | 26 de setembro de 2018  | 1.2/6                | 7.78                   | 0.7         | 3.27                       | 1.9           | 11.06                        |
| 2  | "When to Let Go"          | 3 de outubro de 2018    | 1.3/6                | 8.83                   | 1.1         | 4.03                       | 2.4           | 12.86                        |
| 3  | "Heavy Is the Head"       | 10 de outubro de 2018   | 1.3/6                | 8.15                   | 0.6         | 2.94                       | 1.9           | 11.08                        |
| 4  | "Backed Against the Wall" | 17 de outubro de 2018   | 1.2/5                | 7.71                   | 0.7         | 3.18                       | 1.9           | 10.91                        |
| 5  | "What You Don't Know"     | 24 de outubro de 2018   | 1.2/5                | 7.68                   | 0.6         | 3.01                       | 1.9           | 10.70                        |
| 6  | "Lesser of Two Evils"     | 31 de outubro de 2018   | 1.1/5                | 7.77                   | 0.7         | 3.12                       | 1.7           | 10.90                        |
| 7  | "The Poison Inside Us"    | 7 de novembro de 2018   | 1.2/5                | 8.42                   | 0.7         | 2.84                       | 1.9           | 11.26                        |
| 8  | "Play by My Rules"        | 14 de novembro de 2018  | 1.2/5                | 7.53                   | 0.7         | 3.15                       | 1.9           | 10.68                        |
| 9  | "Death Do Us Part"        | 5 de dezembro de 2018   | 1.2/5                | 7.91                   | 0.6         | 3.02                       | 1.8           | 10.98                        |
| 10 | "All the Lonely People"   | 9 de janeiro de 2019    | 1.3/6                | 8.54                   | 0.7         | 2.96                       | 2.0           | 11.44                        |
| 11 | "Who Can You Trust"       | 16 de janeiro de 2019   | 1.2/6                | 8.51                   | 0.6         | 2.97                       | 1.8           | 11.48                        |
| 12 | "The Things We Do"        | 23 de janeiro de 2019   | 1.3/6                | 9.41                   | 0.6         | 2.96                       | 2.0           | 12.38                        |
| 13 | "Ghosts in the Attic"     | 6 de fevereiro de 2019  | 1.4/7                | 9.37                   | 0.6         | 2.82                       | 2.0           | 12.17                        |
| 14 | "Can't Unring That Bell"  | 13 de fevereiro de 2019 | 1.3/6                | 8.73                   | 0.7         | 3.11                       | 2.0           | 11.85                        |
| 15 | "We Hold These Truths"    | 20 de fevereiro de 2019 | 1.3/6                | 9.11                   | 0.7         | 3.04                       | 2.0           | 12.16                        |
| 16 | "Old Flames, New Sparks"  | 27 de fevereiro de 2019 | 1.2/6                | 8.48                   | 0.7         | 2.96                       | 1.9           | 11.45                        |
| 17 | "The Space Between Us"    | 27 de março de 2019     | 1.2/6                | 8.08                   | 0.6         | 2.93                       | 1.8           | 11.02                        |
| 18 | "Tell Me the Truth"       | 3 de abril de 2019      | 1.0/5                | 7.96                   | 0.6         | 2.79                       | 1.7           | 10.76                        |
| 19 | "Never Let You Go"        | 24 de abril de 2019     | 1.0/5                | 7.89                   | 0.6         | 2.77                       | 1.6           | 10.66                        |
| 20 | "More Harm Than Good"     | 8 de maio de 2019       | 1.0/5                | 7.80                   | 0.6         | 2.73                       | 1.6           | 10.54                        |
| 21 | "Forever Hold Your Peace" | 15 de maio de 2019      | 1.1/6                | 7.98                   | 0.6         | 2.83                       | 1.6           | 10.81                        |
| 22 | "With a Brave Heart"      | 22 de maio de 2019      | 1.1/5                | 7.55                   | 0.6         | 2.89                       | 1.6           | 10.40                        |

## Lançamento em DVD
| Chicago Med – Season Four                                                                            | | | | | |
| Detalhes do DVD                                                                                      | Detalhes do DVD                                                                                      | Detalhes do DVD                                                                                      | Características Especiais | Características Especiais | Características Especiais |
| - 20 episódios - 6 discos - Áudio em Inglês (Dolby Digital 5.1 Surround) - Legendas: Inglês, Francês | - 20 episódios - 6 discos - Áudio em Inglês (Dolby Digital 5.1 Surround) - Legendas: Inglês, Francês | - 20 episódios - 6 discos - Áudio em Inglês (Dolby Digital 5.1 Surround) - Legendas: Inglês, Francês | - Episódio crossover com Chicago P.D.: - "Endings" - Parte três do crossover de três partes que começa em "Going to War". - Episódio crossover com Chicago Fire: - "Going to War" - Parte um do crossover de três partes que termina em "Endings". | - Episódio crossover com Chicago P.D.: - "Endings" - Parte três do crossover de três partes que começa em "Going to War". - Episódio crossover com Chicago Fire: - "Going to War" - Parte um do crossover de três partes que termina em "Endings". | - Episódio crossover com Chicago P.D.: - "Endings" - Parte três do crossover de três partes que começa em "Going to War". - Episódio crossover com Chicago Fire: - "Going to War" - Parte um do crossover de três partes que termina em "Endings". |
| Datas de lançamento                                                                                  | | | | | |
| Região 1                                                                                             | Região 1                                                                                             | Região 2                                                                                             | Região 2 | Região 4 | Região 4 |
| 27 de agosto de 2019                                                                                 | 27 de agosto de 2019                                                                                 | 25 de novembro de 2019                                                                               | 25 de novembro de 2019 | 26 de agosto de 2020 | 26 de agosto de 2020 |